# Zürichi Operaház

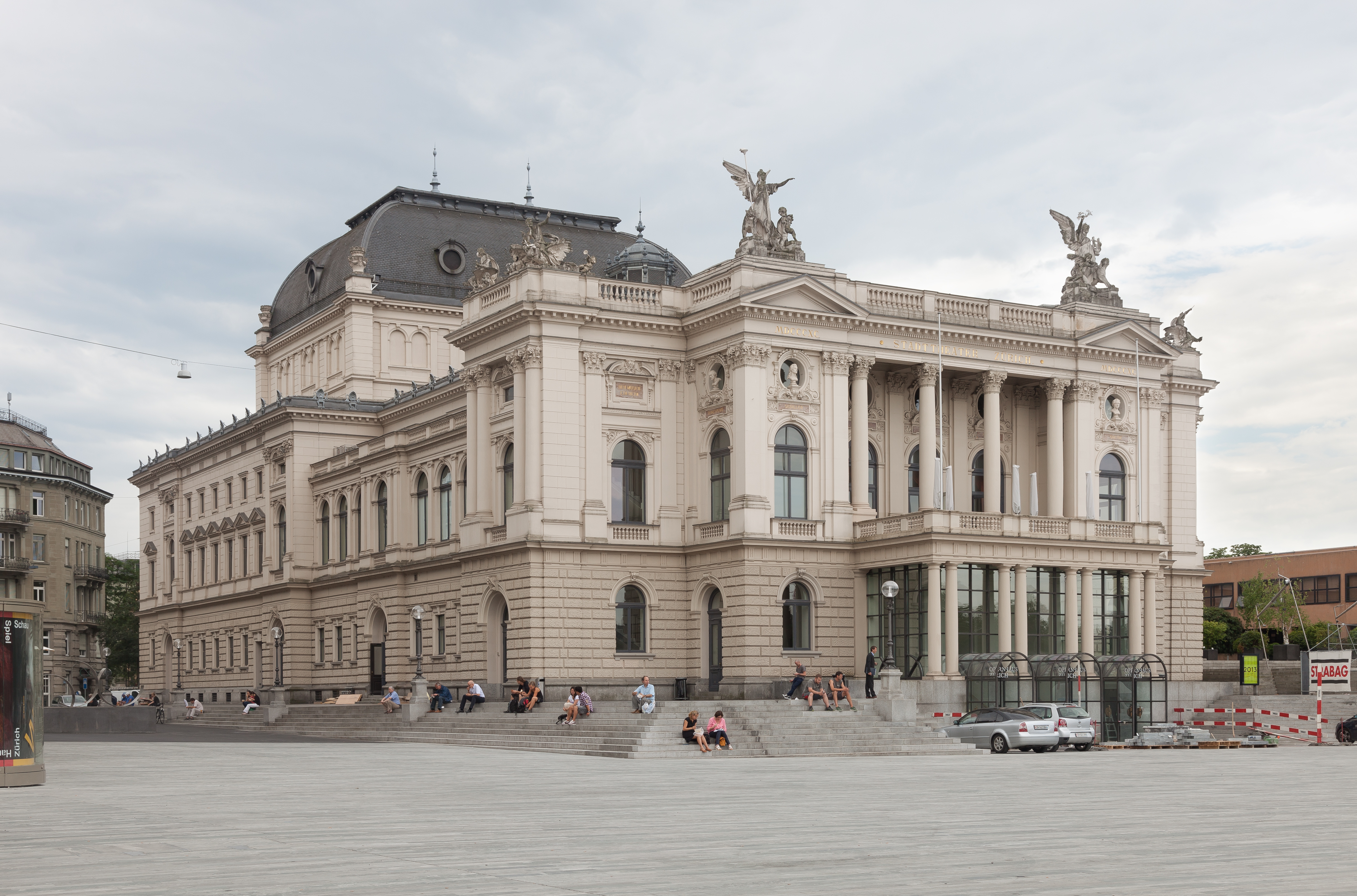
A Zürichi Operaház nappal

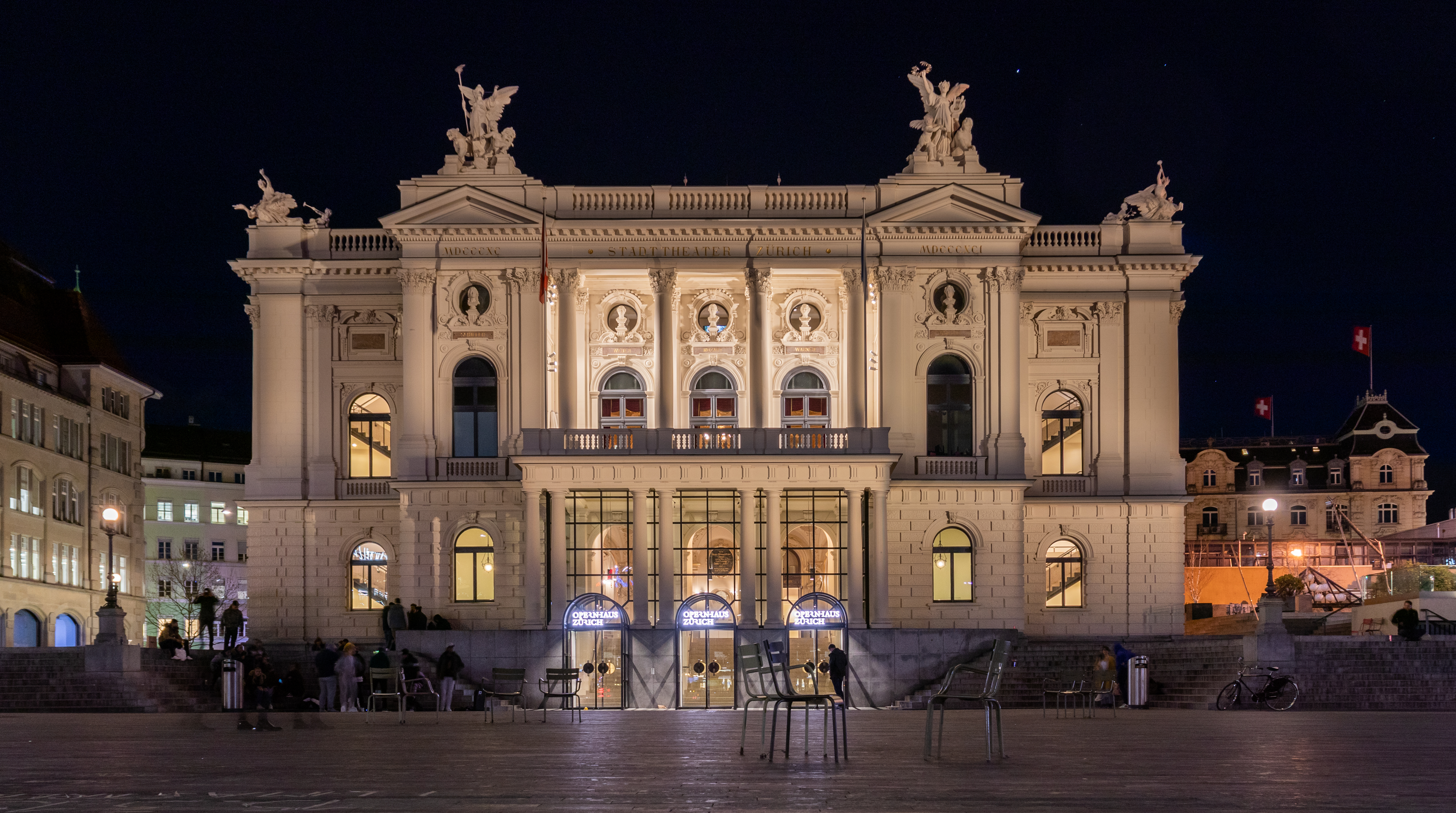
A Zürichi Operaház éjjel

A Zürichi Operaház a zürichi Sechseläutenplatzon működő zenés színház. Az épületet 1964-ig Városi Színháznak, azóta Operaháznak hívják. Kapuit 1891. október 1-jén nyitották meg. 1100 néző befogadására képes. 2012 óta Andreas Homoki rendező vezeti, Alexander Pereira utódjaként.

## Története

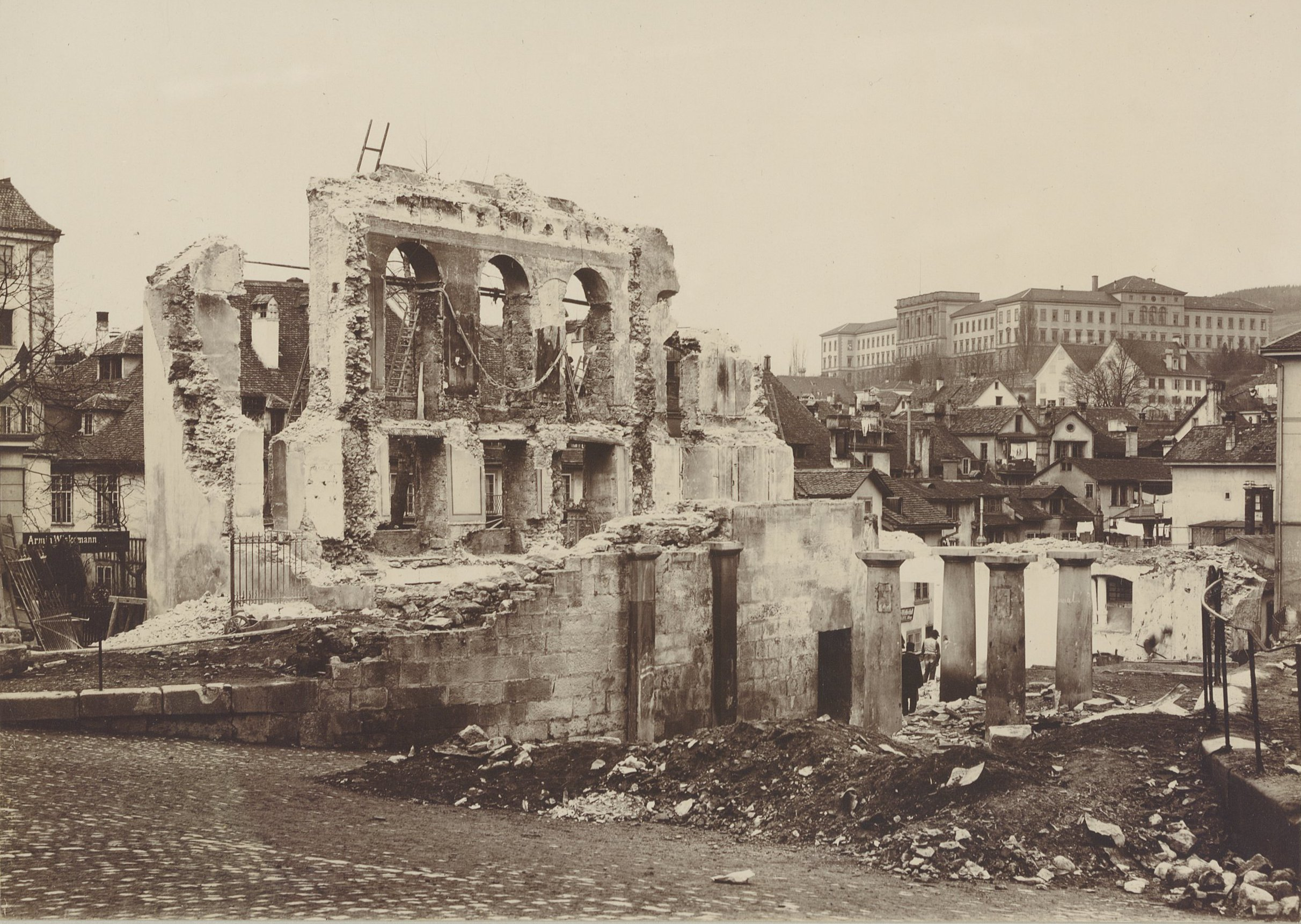
Az Aktientheater maradványai az 1890-es tűzvész után

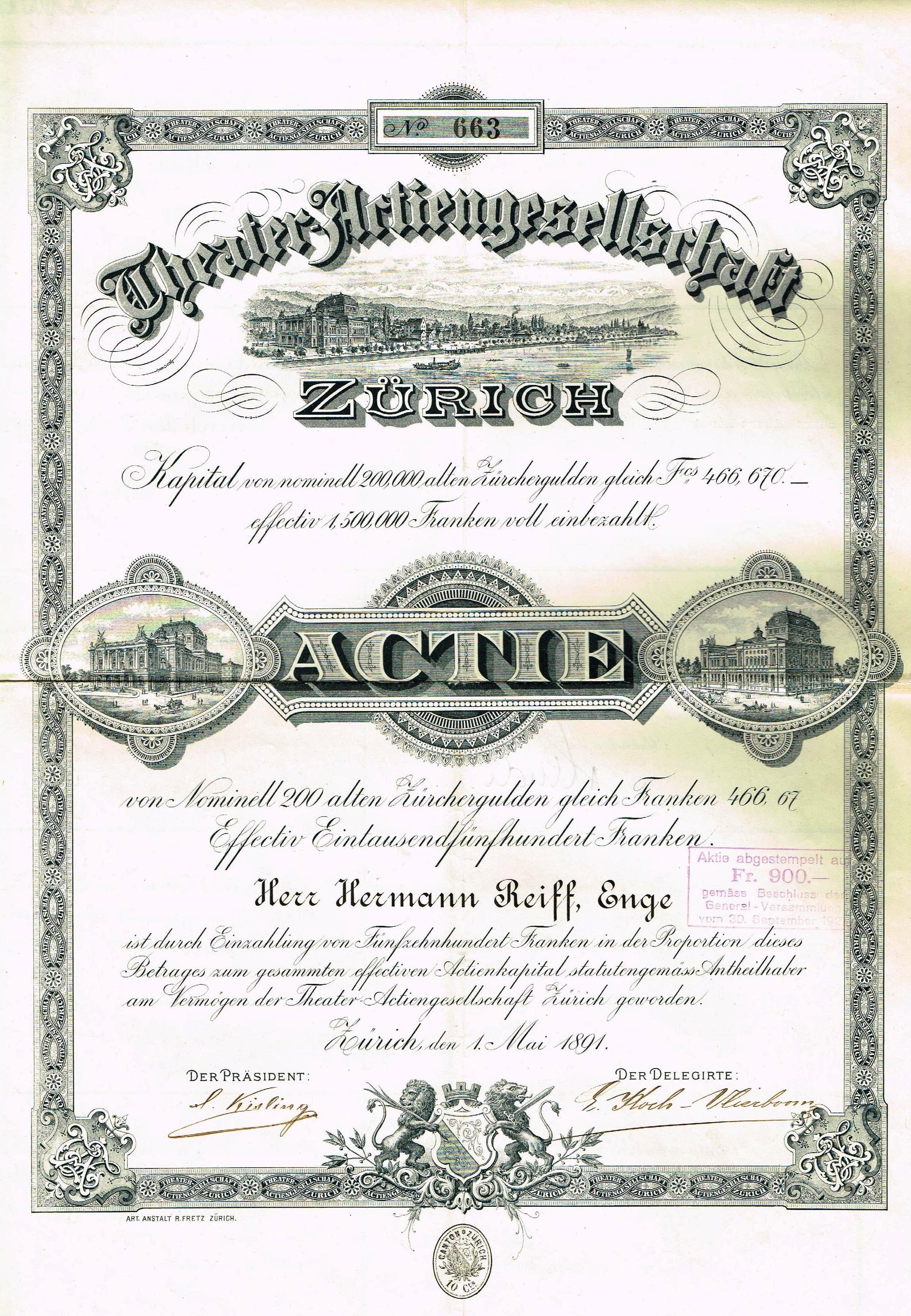
A Theater-Actiengesellschaft Zürich 200 régi zürichi forintos részvénye 1891. május 1-jéből az új épület finanszírozására

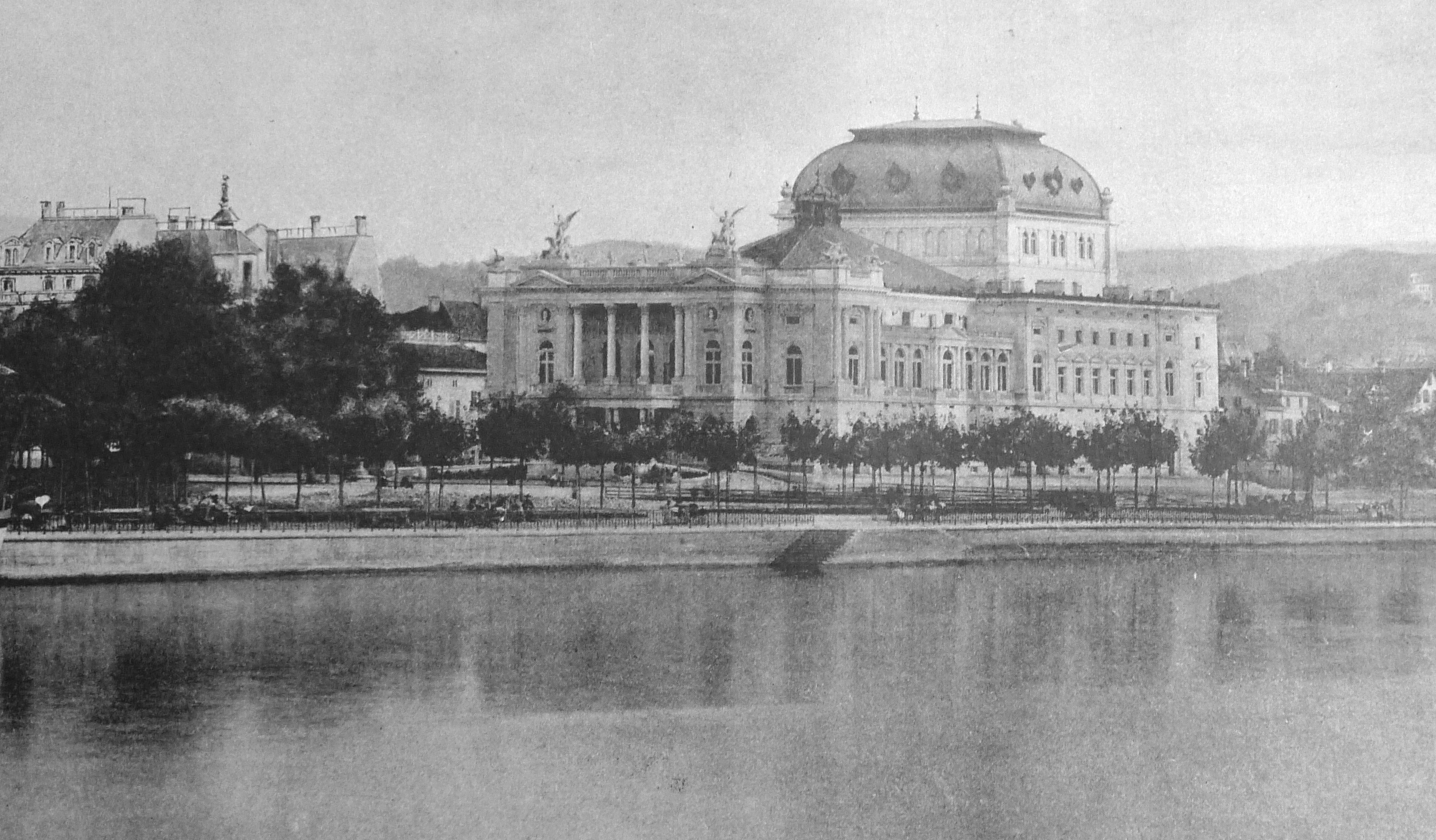
A városi színház, 1893 körül

Zürich első nagy színházát a Theater-Aktiengesellschaft Zürich alapította. 1834 novemberében a Hirschengraben egykori Barfüsserkloster átalakított templomában 800 személyes színház nyílt. Ez volt az első alkalom, hogy a város állandó helyszínt adott a vándorszínházaknak. Virágkora  Charlotte Birch-Pfeiffer (1837–1843) irányítása és Richard Wagner zürichi tartózkodása alatt volt. Utóbbi 1849 és 1855 között saját és más alkotásait vezényelte, és állította itt színre. A ház 1889 szilveszterén teljesen leégett.
A színházépítésben jártas bécsi építészek, Fellner és Helmer tervei szerint rövid idő alatt elkészült a mai épület, amelyet eredetileg Krakkóba terveztek. Az épület szerepel Zürich kanton műemlékvédelemi listáján. Nagyrészt megegyezik a zágrábi Horvát Nemzeti Színházzal (1894) és az 1892/1894-ben épült wiesbadeni udvari, mai nevén Hesseni Állami Színházzal. 1891. szeptember 30-án avatták fel, és másnap Wagner Lohengrin című operája előadásával nyitották meg. Az első időkben zenei és drámai színházként szolgált, de a drámai színház 1926-os felépítése után az operára, az operettre és a balettra koncentrál.
Története kiemelkedően gazdag: például Wilhelm Furtwängler karrierje itt kezdődött, és 1913-ban Richard Wagner Parsifalját először Bayreuthon kívül itt adták elő. Olyan zeneszerzők, mint Ferruccio Busoni, Paul Hindemith, Richard Strauss, Othmar Schoeck, Arthur Honegger és Frank Martin befolyásolták Zürich zenei és színházi életét. Számos világpremierre került itt sor, pl. Alban Berg: Lulu, Paul Hindemith: Mathis der Maler, Arnold Schönberg: Moses és Áron című, akárcsak Heinrich Sutermeister, Giselher Klebe és Rudolf Kelterborn műveit.
A zürichi városi tanács által 1980-ban jóváhagyott 60 millió svájci frank hozzájárulás az operaház felújításához és az Uto-Quai-i bővítéshez váltotta ki az 1980–1982 közötti svájci ifjúsági zavargásokat, amelyek operaházi zavargásként vonultak a történelembe. 1982 és 1984 között a házat átépítették, kibővítették és felújították; Azóta a Bernhard Színház egy modern melléképületben kapott helyet. 1984 decemberében a házat Wagner A nürnbergi mesterdalnokok című művével és Anton Csehov: Cseresznyéskertjéből komponált Kelterborn-opera világpremierjével nyitották meg.
Olyan ismert énekesek léptek fel itt a múltban, mint Barabás Sári, Lisa della Casa, Kirsten Flagstad, Reri Grist, Mirella Freni, Tito Gobbi, Alfredo Kraus, James McCracken, Nikolaj Gjaurow és Wolfgang Windgassen. Baltsa Ágnes, Edita Gruberová, Cecilia Bartoli, Vesselina Kasarova, Anja Silja, Elena Moșuc, Francisco Araiza, Renato Bruson, Thomas Hampson, Alfred Muff, Leo Nucci, Ruggero Raimondi, Matti Salminen és Neil Shicoff voltak az együttes tagjai, amelyben jelenleg Julie Fuchs, Rachel Harnisch, Marina Rebeka, Pavol Breslik, Ruben Drole és Mauro Peter játszik .
A zenés színházi és balettelőadásokon kívül, a Zürichi Operaház rendszeresen szervez filharmonikus koncerteket, matinékat, preambulum produkciókat a stúdió színpadon, előadásokat gyermekeknek és dzsesszkoncerteket. Az Operabálra minden év márciusában kerül sor, amelyen a szórakoztató, üzleti, sport- és politikai szektor hírességei vesznek részt. 2012 szeptembere óta minden évadot nyitott kapukkal kezdenek, amikor is az ingyenes operai előadást élőben közvetítik a Sechseläutenplatz kivetítőjén (először 2014 júniusában).
2014 áprilisában a Zürichi Operaházat az év operatársulatának választották a Nemzetközi Opera Awardson.

## Igazgatók
- 1883–1896: Paul Schroetter
- 1901–1921: Alfred Reucker
- 1921–1932: Paul Trede
- 1932–1947: Karl Schmid-Bloß
- 1947–1956: Hans Zimmermann
- 1956–1960: Karl-Heinz Krahl
- 1960–1962: Herbert Graf

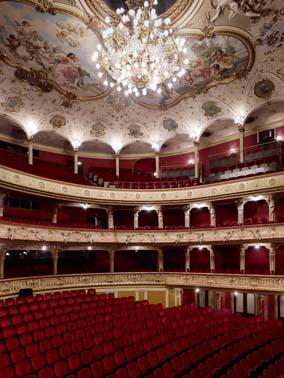
A nézőtér

- 1962–1964: Emil Jucker, Werner Meyer és Christian Vöchting ideiglenes vezetői csoport
- 1964–1975: Hermann Juch
- 1975–1986: Claus Helmut Drese, aki nemzetközi elismerést szerzett a zürichi operaház iránt elsősorban a Monteverdi-ciklus révén, amikor Nikolaus Harnoncourt zenei vezetőként, Jean-Pierre Ponnelle igazgatóként és díszlettervezőként működött közre. Ezzel a ciklussal az operaház számos nemzetközi színpad vendége volt. A zürichi Mozart-ciklus megvalósítását később ugyanahhoz a csapathoz rendelték.
- 1987–1991: Christoph Groszer, Wiesbaden korábbi művészeti vezetője.A Mozart-ciklus után 1987-től 1989-ig Wagner: A Nibelung gyűrűje című tetralógiáját adta elő.
- 1991–2012: Alexander Pereira, a Wiener Konzerthaus volt főtitkára. Első évadját a Lohengrinnel nyitotta meg, amellyel a városi színházat 100 évvel korábban felavatták, Robert Wilson színrevitelével. Pereira kezdettől fogva nagy jelentőséget tulajdonított az együttes fejlesztésének, a fiatal előadók népszerűsítésének, a nyílt rendezvényformáknak és a közönség bevonásának, valamint az ismert művészekkel való együttműködésnek. A nemzetközi operasztárok állandó vendégek voltak Zürichben, és több héten át kiegészítették az együttest. Az opera repertoárjának frissentartása Claudio Monteverditől Richard Straussig állt Pereira tevékenységének középpontjában.

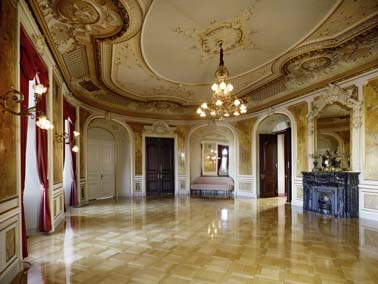
A Tükörcsarnok

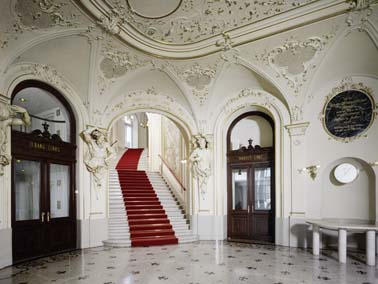
A foyer

Pereira a kortárs zenére is figyelt, amint azt az elmúlt évek világpremierjeinek listája is mutatja. Ismeretlen művek jutottak el újra és újra a repertoárig, mint például Joseph Haydn: L'anima del filosofo, Salieri: Axur, Schubert: Des Teufels Lustschloß és Fierrabras, Umberto Giordano: La cena delle beffe, Paul Dukas: Ariane et Barbe-Bleue, vagy azok a több mint száz éves darabok, mint Johann Strauss: Simplicius operettje, amelyet azóta már nem lehetett látni. Pereira elkötelezett volt a zürichi operaház ifjúsági munkája és produkcióinak jelenléte iránt a DVD-piacon. Nem utolsósorban Pereirának köszönhetően az operaházat 1995 tavaszán kantonizálták. Emellett 1996 őszétől művészeti vezetője és tagja volt a zürichi fesztivál művészeti bizottságának, amelyet nagyrészt kezdeményezett és amelyet 1997 nyarán tartottak először. Itt-ott Pereira színészként mellékszerepben tűnt fel, legutóbb az Ariadne Naxosbanban. 2012-ben Pereira átváltott a Salzburgi Ünnepi Játékokra.
- 2012 nyara óta: Homoki célja, hogy szélesebb közönség számára nyissa meg a házat. Ezért minden évadban gyermek- és családi operát mutatnak be a nagyszínpadon, és bővül a zenés színházi oktatási kínálat. Az új eseményformátumok, például az évadnyitó unnep, a Sechseläutenplatzon a ház operájának élő közvetítése, művészbeszélgetések és műbevezetések minden előadás előtt.[7] Az új igazgatóság olyan rendezőket vet be, mint Robert Carsen, Willy Decker, Barrie Kosky, Christof Loy, Christoph Marthaler és mások. Megerősíti a fiatalabb generáció karnestereit is, mint Dmitrij Csernyakov, Tatjana Gürbaca, Sebastian Baumgarten és Jan Philipp Gloger. Az operaházban most először megjelent énekesek között szerepel Malena Ernman, Anja Kampe, Aleksandra Kurzak, Kristīne Opolais, Anne Sofie von Otter, Peter Mattei, René Pape és Bryn Terfel. Az opera zenekara a Philharmonia Zurich nevet kapta, és Fabio Luisi főzeneigazgató elképzelése szerint a jövőben szimfonikus zenekarként is nyomot fog hagyni a zenei életben. Ivor Bolton, Giovanni Antonini és Jiří Bělohlávek mellett vannak olyan fiatal karmesterek is, mint Alain Altinoglu, Teodor Currentzis, Mikko Franck, Patrick Lange és Wassili Petrenko .

## Karmesterek

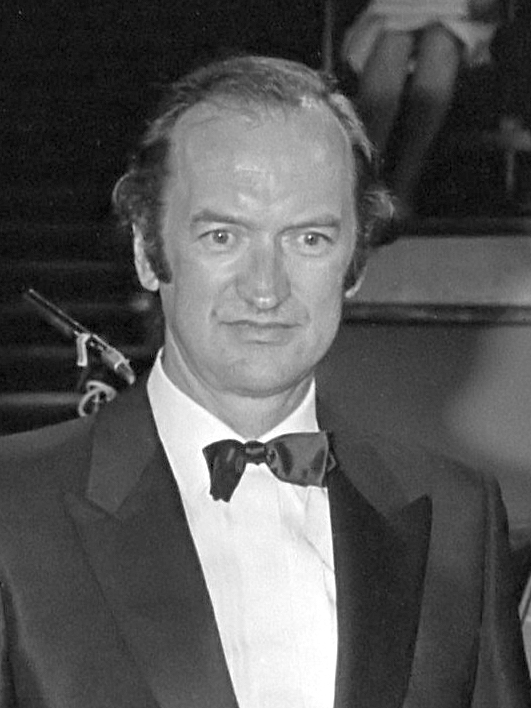
Nikolaus Harnoncourt (1980)

1964–66 között Carlos Kleiber itt működött. 1969 és 1983 között Ferdinand Leitner volt az operaház zenei vezetője, őt 1992-ig Ralf Weikert követte. További karmesterek: Nello Santi (1958 óta) az olasz repertoárhoz és Nikolaus Harnoncourt (1975 és 2011 között) elsősorban Monteverdi és Mozart számára, később Johann Strauss, Jacques Offenbach, Carl Maria von Weber és Giuseppe Verdi is.
1995-től Franz Welser-Möst az operaház vezető karmestere. Az ő irányítása alatt zajlott Wagner Ringje (2001/2002) teljes ciklusának előadása, valamint az Opernwelt magazin 2001-es zenekarává választása volt. 2005 szeptembere óta a főzeneigazgatói (GMD) szerződése 2008 nyaráig szólt. Pozíciója a 2012/2013-as szezon elejéig üres maradt. Daniele Gatti 2009 és 2012 között volt vezető karmester. 2012-ben Fabio Luisi vette át a főzeneigazgatói posztot. 2018-ban az operaház bejelentette, hogy 2021-ben, a tervezettnél egy évvel korábban lemond hivataláról. Gianandrea Nosedát 2021 őszétől jelentették be utódjának.

## Balett
A Zürichi Operaház ad otthont a saját balettegyüttese mintegy 50 táncosának, a Ballet Zürichnek.
1978 és 1985 között a Balanchine szakembere, Patricia Neary balettigazgató volt. Az 1985/1986 szezonban Uwe Scholz (1958–2004) lett a társaság igazgatója és vezető koreográfusa.
1991-ben a fiatal bécsi rendező, koreográfus és díszlettervező, Bernd Roger Bienert lett a Zürichi Balett új vezetője. Minden évadban két-három premier, szenzációs világpremierek kerültek elő] olyan kortárs zenészek és írók, mint Luciano Berio és a Nobel-díjas Elfriede Jelinek produkciójában. A Binert-féle Diótörő, amelynek az építész, Mario Botta tervezte első színpadképét, elnyerte a legmagasabb nézőszám-elfoglaltságot, amelyet az Operaház balettje alapításának kezdete óta felvett, egyúttal a zürichi összes színházi produkció harmadik helyét ebben az évadban. Bienert olyan táncsztárokat hozott Zürichbe, mint Yen Han és Ethan Stiefel. Számos világpremieren dolgozott Jean Nouvel és Renzo Piano építészekkel, valamint olyan zeneszerzőkkel, mint Hans-Jürgen von Bose és Roman Haubenstock-Ramati. Bienert igazgatói korában egy másik újítás a Ballets Russes és a Ballets Suédois fontos történelmi táncelőadásainak rekonstrukciója volt. Olyan nemzetközileg elismert tánctörténészekkel, mint Millicent Hodson és Claudia Jeschke működött együtt. Olyan darabok voltak, mint Nijinsky és L’après-midi d’un faune vagy Jean Börlin Skating Rink, amelyet Fernand Léger állított színre Arthur Honegger zenéjére.
1996 és 2012 között a koreográfus, Heinz Spoerli volt a balettigazgató. Alatta az alkalmazott balett-társulat neoklasszikus táncstílust tartott fenn. Ez sikert aratott a Goldberg-variációk vagy a Szentivánéji álom táncos előadásai közönség és kritikusok számára egyaránt. A Giselle, a Rómeó és Júlia, valamint A diótörő című alkotásokkal Heinz Spoerli is a klasszikus nagyszerű narratív baletteknek szentelte magát. Ő is bemutatta saját, teljes hosszúságú koreográfiáit, mindegyiket egy-egy nagy zeneszerzőnek szentelve: Brahms: Ein Ballett (1997), … könnyű, fényes, gyönyörű távolság (Mozart, 1999), és elkerülte a szelet (Bach, 1999).
2012 nyarán Heinz Spoerli életkora miatt nyugalomba vonult. Utódja Christian Spuck, korábban a Stuttgarti Balett koreográfusa lett.

## Világpremierek (válogatás)

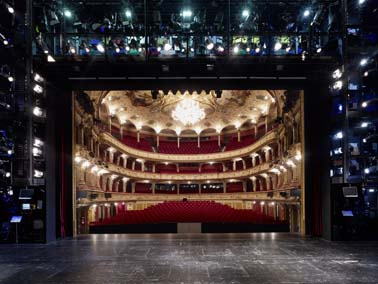
A színpadportál

- Ferruccio Busoni: Turandot és Arlecchino (1917. május 11.)
- Othmar Schoeck: Vénusz (1922. május 10.)
- Robert Stolz: Venus selyemben (1932. december 10.)
- Robert Stolz: Két szív három-négy idő alatt (1933. szeptember 30.)
- Alexander von Zemlinsky: A krétakör (1933. október 14.)
- Stolz Robert: Grüezi (A vad ember) (1934. november 3.)
- Joseph Beer: Siráz hercege (1934)
- Eduard Künneke: Szív a hajón (1935. március 30.)
- Oscar Straus: Három keringő (1935. október 5.)
- Paul Burkhard: Hopsa (1935. november 30.)
- Emmerich Kálmán: Josephine császárné (1936. január 18.)
- Joseph Beer: Lengyel esküvő (1937)
- Alban Berg: Lulu (1937. június 2.)
- Paul Hindemith: Mathis festő (1938. május 28.)
- Arthur Honegger: Jeanne d'Arc au bûcher (színpadi világpremier, 1942. június 13.)
- Paul Burkhard: Casanova Svájcban (1943)
- Heinrich Sutermeister: Niobe (1946. július 22.)
- Paul Burkhard: Tic-Tac (1947. március 29.)
- Arnold Schönberg: Moses und Aron (festői premier, 6. 1957. június)
- Bohuslav Martinů: görög szenvedély (2. változat 1961. június 9.)
- Heinrich Sutermeister: Madame Bovary (1967. május 26.)
- Giselher Klebe: Igaz hős (1975)
- Rudolf Kelterborn: Angyal jön Babilonba (1977. június 5.)
- Peter Reber: Mosolyogj tovább (1982. szeptember 18., a Corso Színházban)
- Rudolf Kelterborn: A cseresznyéskert (1984)
- Herbert Willi: Alvó testvér ( Robert Schneider után, 1996. április 28.)
- Heinz Holliger: Hófehérke ( Robert Walser után, 1998. október 17.)
- HK Gruber: Az Úr északi szél (2005. június 12.)
- Edward Rushton: Harley (2005. november 26.)
- Edward Rushton: Az eperfa árnyékában (2008. január 27.)
- Marc-André Dalbavie ₩: Gesualdo (2010. október 9.)
- Anno Schreier: A vakok városa (José Saramago regénye alapján, 2011. november 12.)
- Frank Schwemmer ₩: Kincses sziget Robert Louis Stevenson (2012. november 17.)
- Marius Felix Lange: A canterville-i szellem Oscar Wilde (2013. november 23.)
- Christian Jost: Vörös lámpa Su Tang (2015. március 8.)
- Heinz Holliger: Lunea , "Lenau jelenetek 23 életlapban " (2018. március 4.)

## Szervezés és pénzügyek
Az Opernhaus Zürich AG-nak (amelyet 1991-ig "Theatre-Aktiengesellschaft" néven ismertek) több mint 2400 részvényese van, egyiküknek sem több mint 10%-a van a 9508 törzsrészvénynek. Az alaptőke összege 8 808 000 CHF. Az Opernhaus Zürich AG zenés színházat és balettet működtet a Zürich kanton megbízásából. 
Ennek alapjai a 15-ös Operaházi Törvényben találhatók. 2010. február, a Zürich Kanton és az Opernhaus Zürich AG közötti alapszerződésben 2010. november 26. és 2011. február 9. között, valamint a Zürich Kanton és az Opernhaus Zürich AG közötti teljesítménymegállapodás 2012. január 17/18-án meghatározta és szabályozta. A zürichi operaház a Zürich Kantontól a 2016/2017-es szezonban összesen 80 milliós támogatást kapott. CHF, ami 630 000 CHF-os csökkenésnek felel meg a 2015/2016-os szezonhoz képest. A jegyértékesítésből származó bevétel 26 millió svájci frankot tett ki. A 9 millió svájci frankot szponzorálták, ami újabb rekord eredmény. Az Opernhaus Zürich AG partnere a két nagy svájci Credit Suisse és az UBS bank.

## Magyar művészei
- Blum Tamás karmester
- Csabay László operaénekes
- Halász Péter (karmester)
- Polgár László (operaénekes)
- Szekrényessy Anna opera-énekesnő
- Hamar Zsolt (karmester)

## Díjai
- Nemzetközi Operadíj 2014, Az Év Operaháza
- Az Év Operaháza, 2019[12]
- A 2020-as év társasága a Zürich Balett számára [13]

## Fordítás
- Ez a szócikk részben vagy egészben  az   Opernhaus Zürich című német Wikipédia-szócikk ezen változatának fordításán alapul.  Az eredeti cikk szerkesztőit annak laptörténete sorolja fel. Ez a jelzés csupán a megfogalmazás eredetét és a szerzői jogokat jelzi, nem szolgál a cikkben szereplő információk forrásmegjelöléseként.